# Ilex nayana
Ilex nayana är en järneksväxtart som beskrevs av José Cuatrecasas. Ilex nayana ingår i släktet järnekar, och familjen järneksväxter. Inga underarter finns listade i Catalogue of Life.